# Leposoma ferreirai
Leposoma ferreirai là một loài thằn lằn trong họ Gymnophthalmidae. Loài này được Rodrigues & Avila-Pires mô tả khoa học đầu tiên năm 2005.